# Мурінсон Мойсей Соломонович
Мойсей Соломонович Мурінсон (нар. 1897 — пом. 1918) — радянський український діяч Громадянської війни у Росії.

## Життєпис
Народився в Чернігові. Навчався в гімназії разом з Юрієм Коцюбинським. У 15 років став членом підпільної міської соціалістичної учнівської організації.
У 1915 був заарештований за розповсюдження забороненої літератури та антивоєнних листівок і засланий на довічне заслання до Сибіру. Після Лютневої революції 1917 служив у армії.
Повернувся до Чернігова, де брав участь у партійній роботі, воював у Червоній Армії.
У 1918 перебував на підпільній роботі в Чернігові. 31 жовтня 1918 був затриманий та 1 листопада 1918 — розстріляний.

## Вшанування пам'яті
- З 1919 по 2016[1] провулок Воскресенський в Чернігові, де народився Мойсей Соломонович, було названо на його честь.